# Ellery Queen
Ellery Queen é um dos heterónimos colectivos criado em 1929 pelos primos Frederic Dannay e Manfred B. Lee, dois prolíficos escritores norte americanos de romances policiais. É também, ao mesmo tempo, um personagem fictício dos romances produzidos por aqueles autores.

## Autores

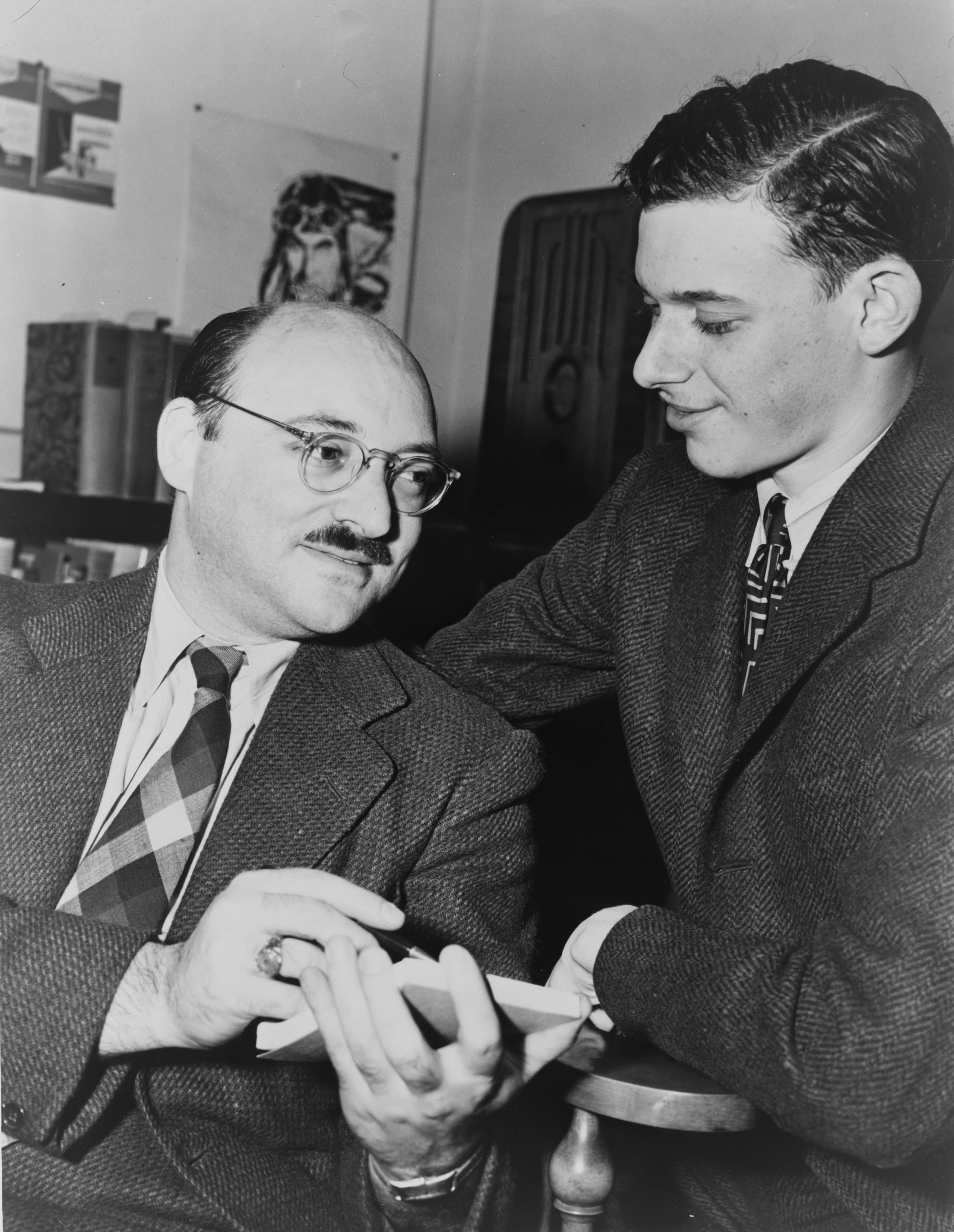
Frederic Dannay (à esquerda), com James Yaffe (1943)

Frederic Dannay e Manfred B. Lee eram primos e nasceram ambos na cidade de Nova Iorque, Estados Unidos da América, em 1905. Na verdade, mesmo estes são pseudónimos, uma vez que os seus nomes originais são, respectivamente, Daniel Nathan e Maniord Lepofsky. Dannay e Lee conceberam Ellery Queen como um autor que resolvia mistérios e os relatava por escrever romances. Assim, tornava-se uma espécie de personagem que imita os seus próprios autores. Foi criado para um concurso literário, num romance intitulado The Roman Hat Mystery, em 1929, e as suas aventuras foram publicadas por um período de 42 anos. A criação de heterónimos e pseudónimos, incluindo Ellery Queen, autor e personagem que imitava a vida dos seus próprios criadores por ser ele mesmo um escritor de romances policiais, acabou por confundir os leitores. Durante muito tempo, o público acreditava que Ellery Queen seria realmente um escritor verídico e não apenas um heterónimo e, mais ainda, de duas pessoas.
Os dois autores eram também especialistas na pesquisa histórica do género policial, publicando inúmeras colecções e antologias de contos policiais, tal como The Misadventures of Sherlock Holmes. A antologia com quase mil páginas, intitulada 101 Years' Entertainment, The Great Detective Stories, 1841-1941, tornou-se uma obra de referência, mantendo-se nas livrarias por muitas décadas. Foram ainda os co-fundadores da associação Mystery Writers of America.
Este romance inicial estabeleceu a fórmula básica das aventuras seguintes. Ellery Queen é um detective e escritor com um grande poder de observação e dedução, um misto de Sherlock Holmes e Dr. Watson. Mas, assim como Holmes precisava de Watson, Ellery precisava do pai, o Inspector Richard. Outro personagem é Sergeant Velie, o irascível assistente do Inspector Queen. Outros condimentos são um crime incomum, uma série complexa de pistas, e aquilo que viria a tornar-se a parte mais famosa dos romances: "Ellery's Challenge to the Reader" (O Desafio de Ellery ao Leitor). Tratava-se de uma única página, próxima do fim do livro, informado que, naquela parte específica do romance, o leitor já possuía todas as pistas na posse de Ellery, desafiando-o a tentar resolver o mistério antes da leitura do restante da obra.

## O Detective Ellery Queen
Quando uma revista da época estabeleceu um prémio para a melhor obra de estreia no género policial, os primos Frederic Dannay e Manfred B. Lee, ambos escritores, decidiram criar um heterónimo colectivo com o mesmo nome da personagem que haviam criado. Apesar de terem vencido o concurso, o romance não chegou a ser publicado na revista uma vez que esta havia sido vendida a novos proprietários. Assim, os primos resolveram levar este primeiro romance a outros editores resultando na publicação da primeira aventura do Detective Ellery Queen, intitulada The Roman Hat Mystery.
A personagem Ellery era, ele mesmo, um escritor de romances policiais, presunçoso, educado em Harvard, com uma fortuna considerável dedicando-se à pesquisa policial simplesmente por considerar a resolução de crimes uma actividade intelectualmente estimulante. Estas características eram herdadas da mãe, a filha de um rico aristocrata nova iorquino que casou com o Inspector Queen, um irlandês de origens humildes. No entanto, ao se iniciarem as histórias de Ellery, a sua mãe já havia morrido. Apesar da sua atitude arrogante e presunçosa, retratada nos romances iniciais, a partir do livro Calamity Town, publicado em  1940, Ellery torna-se mais humano e  várias vezes chega a ficar emocionalmente afectado pelas pessoas com quem se cruza nos seus casos. No entanto, nas suas últimas obras, Ellery torna-se uma pessoa quase sem personalidade, cujo papel é meramente o de solucionar os mistérios apresentados.
As aventuras de Ellery Queen foram levadas ao rádio, cinema e televisão. O primeiro de uma série de longa-metragens sobre o detective foi o filme intitulado Ellery Queen, Master Detective.
Dannay e Lee criaram também a Ellery Queen's Mystery Magazine, em 1941, revista que publicou o que havia de melhor em ficção policial na época, ainda hoje considerada uma das melhores do género, durante o Século XX. Outros escritores escreveram para Ellery Queen. Talmage Powell e Richard Deming escreveram a série de Tim Cornagan. Outros romancistas anónimos também escreveram para Ellery Queen e Barnaby Ross, outro dos pseudónimos dos primos escritores.

## Estilo dos romances de Ellery Queen
O romance inicial estabeleceu a fórmula básica das aventuras seguintes. Ellery Queen é um detective e escritor com um grande poder de observação e dedução, um misto de Sherlock Holmes e Dr. Watson. Mas, assim como Holmes precisava de Watson, Ellery precisava do pai, o Inspector Richard. Outro personagem é Sergeant Velie, o irascível assistente do Inspector Queen. Outros condimentos são crimes incomuns, uma série complexa de pistas, e aquilo que viria a tornar-se a parte mais famosa dos romances: "Ellery's Challenge to the Reader" (O Desafio de Ellery ao Leitor). Tratava-se de uma única página, próxima do fim do livro, informado que, naquela parte específica do romance, o leitor já possuía todas as pistas na posse de Ellery, desafiando-o a tentar resolver o mistério antes da leitura do restante da obra.
Os romances de Queen são o exemplo clássico das histórias policiais em que se tenta encontrar o autor do crime, marcando aquela que se veio a tornar a época áurea das obras policiais. Todas as pistas são dadas ao leitor, dessa forma tornando a leitura um verdadeiro desafio intelectual. No livro The Greek Coffin Mystery, de 1932, são propostas soluções múltiplas para o mistério, particularidade que veio a ser retomada em romances posteriores, nomeadamente Double, Double e Ten Days' Wonder. A típica "falsa solução, seguida pela verdadeira" veio a tornar-se uma marca distintiva dos mistérios de Ellery.
Em 1932, os primos criaram um outro herói, mais um detective fictício, Drury Lane, sob o pseudónimo Barnaby Ross. Este outro detective era mais teatral do que Ellery. Durante a década de 30, do Século XX, "Ellery Queen" e "Barnaby Ross" chegaram mesmo a realizar uma série de debates públicos, sendo que cada um dos primos encarnava um dos detectives, ambos usando máscaras para manter o anonimato.
Após o sucesso cinematográfico de Ellery, tanto o escritor como o seu personagem começaram a sofrer mudanças, introduzindo-se mais elementos psicológicos e temas mais introspectivos. O "Desafio ao Leitor" deixou de ser publicado. Apesar de alguns romances das décadas posteriores serem considerados clássicos, especialmente Calamity Town e Cat of Many Tails (um dos primeiros romances a incluir um serial killer, ou assassino em série), alguns criticaram a combinação de elementos religiosos com os métodos policiais, considerando essa experiência desastrada e pretensiosa.  Vários dos últimos romances atribuídos a Ellery Queen foram na verdade escritos por escritores-fantasma ou anónimos, tais como Theodore Sturgeon e Avram Davidson.
Já no final das suas carreiras, os primos Frederic Dannay e Manfred B. Lee publicaram outros romances, alguns da sua autoria, outros escritos por escritores anónimos, lançados sob o nome de Ellery Queen, apesar de o personagem com o mesmo nome não surgir no enredo das obras. Entre eles estão três romances protagonizados pelo personagem  Mike McCall e intitulados The Campus Murders, em 1969, escrito por Gil Brewer, The Black Hearts Murder, de 1970, escrito por Richard Deming e The Blue Movie Murders, de 1972, escrito por Edward D. Hoch. O bem conhecido autor de ficção científica Jack Vance também escreveu três destes livros de Ellery, incluindo o claustrofóbico A Room to Die In.
Os dois primos, sob o seu pseudónimo colectivo, Ellery Queen, receberam o Grand Master Award pela excelência na área do romance de mistério policial, atribuído pelo Mystery Writers of America em 1961.

### Romances sob o heterónimo Ellery Queen
- The Roman Hat Mystery (O mistério do chapéu romano, Col. Vampiro 667 / Um morto na plateia) - 1929
- The French Powder Mystery (O mistério das impressões digitais, Col. Clube do crime 76) - 1930
- The Dutch Shoe Mystery (O enigma do sapato holandês, Col. Vampiro 14) - 1931
- The Greek Coffin Mystery (O mistério do ataúde grego, Col. Vampiro 39) - 1932
- The Egyptian Cross Mystery (O mistério da cruz egípcia, Col. Vampiro 27) - 1932
- The American Gun Mystery (O mistério da arma desaparecida, Col. Clube do crime 72) - 1933
- The Siamese Twin Mystery (O mistério dos gêmeos siameses, Col. Clube do crime 39) - 1933
- The Chinese Orange Mystery (O mistério da laranja chinesa, Col. Vampiro 32) - 1934
- The Spanish Cape Mystery (O mistério do cabo espanhol, Col. Clube do crime 18) - 1935
- Halfway House (O mistério dos fósforos queimados, Col. Vampiro 2) - 1936
- The Door Between (A porta do meio) - 1937
- The Devil to Pay - 1938
- The Four of Hearts - 1938
- The Dragon's Teeth - 1939
- Calamity Town (Vivenda Calamidade, Col. Vampiro 8 / Um crime de encomenda, Col. Horas em suspense 46) - 1942
- There Was an Old Woman - 1943
- The Murderer Is a Fox (O crime da raposa, Col. Vampiro 61) - 1945
- Ten Days' Wonder (Dez dias de mistério, Col. Vampiro 73) - 1948
- Cat of Many Tails (O gato de muitas caudas, Col. Vampiro 469) - 1949
- Double, Double (Cara ou coroa, Col. Clube do crime 56) - 1950
- The Origin of Evil - 1951
- The King Is Dead - 1952
- The Scarlet Letters - 1953
- The Glass Village (A aldeia de vidro, Col. Vampiro 100) - 1954 (não inclui o personagem Ellery Queen nem o Inspector Queen)
- Inspector Queen's Own Case - 1956 (apenas com o Inspector Queen)
- The Finishing Stroke (O caso dos gêmeos desconhecidos / O golpe de misericórdia) - 1958
- The Player on The Other Side - 1963 (escrito anonimamente por Theodore Sturgeon)
- And on The Eighth Day (Um crime no paraíso, Col. Vampiro 540) - 1964 (escrito anonimamente por Avram Davidson)
- The Fourth Side of The Triangle - 1965 (escrito anonimamente por Avram Davidson)
- A Room to Die In - 1965 (escrito anonimamente por Jack Vance)
- A Study In Terror - 1966 (com o personagem Sherlock Holmes, parcialmente escrito por Paul W. Fairman)
- Face to Face - 1967
- The House of Brass (A casa dos bronzes) - 1968 (escrito anonimamente por Avram Davidson)
- Cop Out - 1969 (não contem o personagem Ellery Queen nem o Inspector Queen)
- The Campus Murders (Assassinatos na universidade) - 1969 (escrito anonimamente por Gil Brewer)
- The Last Woman in His Life (O caçador de beldades, Col. Vampiro 283 / A quarta mulher / A última mulher em sua vida) - 1970
- The Black Hearts Murder (O crime do poder negro) - 1970 (escrito anonimamente por Richard Deming)
- A Fine and Private Place (A prova dos nove, Col. Vampiro 532) - 1971
- The Blue Movie Murders - 1972 (escrito anonimamente por Edward D. Hoch)

### Colecção de pequenos contos
- The Adventures of Ellery Queen - 1933
- The New Adventures of Ellery Queen - 1940
- The Case Book of Ellery Queen - 1945
- Calendar Of Crime - 1952
- Q.B.I. - Queen's Bureau of Investigation - 1955
- Queen's Full - 1966
- QED - Queen's Experiments In Detection (Queen: especialista em dedução) - 1968
- The Best Of Ellery Queen - 1985 (publicado postumamente)
- The Tragedy Of Errors - 1999 (uma sinopse não publicada anteriormente e da autoria de Frederic Dannay)
- The Adventure of the Murdered Moths and Other Radio Mysteries - 2005

### Romances sob o heterónimo Barnaby Ross
- Tragedy of X (A tragédia de X, Col. Vampiro 54 / X, o símbolo fatal) - 1932
- Tragedy of Y (Um cadáver no oceano) - 1932
- Tragedy of Z - 1933
- Drury Lane's Last Case - 1933

### Ensaios críticos
- Queen's Quorum - 1951
- In the Queen's Parlor, and Other Leaves from the Editor's Notebook - 1957

### Antologias e colecções
- 101 Years' Entertainment, The Great Detective Stories, 1841-1941 - 1941
- The Misadventures of Sherlock Holmes - 1944